# HD130557
HD130557 — хімічно пекулярна зоря спектрального класу B9, що має видиму зоряну величину в смузі V приблизно  6,1.
Вона  розташована на відстані близько 353,0 світлових років від Сонця.

## Фізичні характеристики
Зоря HD130557 обертається 
досить швидко 
навколо своєї осі. Проєкція її екваторіальної швидкості на промінь зору становить  Vsin(i)= 65км/сек.

## Пекулярний хімічний склад
Зоряна атмосфера HD130557 має підвищений вміст 
Si
.

## Магнітне поле
Спектр даної зорі вказує на наявність магнітного поля у її зоряній атмосфері.
Напруженість повздовжної компоненти поля оціненої з аналізу
наявних ліній металів
становить  291,5± 423,9 Гаус.